# شرلوک هولمز در برابر جک قاتل
شرلوک هولمز در برابر جک قاتل(به انگلیسی: Sherlock Holmes vs. Jack the Ripper) نام یک بازی حادثه‌ای است که برای ویندوز و ایکس باکس ۳۶۰ ساخته شده‌است. این پنجمین بازی از سری بازی های ماجرایی شرلوک هولمز است که توسط شرکت فراگوارز ساخته می‌شود. تاکنون پنج بازی از شرلوک هولمز ساخته شده که عبارتند از: شرلوک هولمز در برابر جک قاتل ۲۰۰۹، شرلوک هولمز در برابر آرسن لوپن ۲۰۰۸، شرلوک هولمز: بیدار ۲۰۰۶، شرلوک هولمز: راز گوشواره نقره‌ای ۲۰۰۴ و راز مومیایی ۲۰۰۲. قسمت‌هایی از این بازی در بخش وایتچپل لندن در سال ۱۸۸۸ است که بیشتر قتل‌های جک قاتل در این بخش اتفاق افتاده. داستان این بازی بر اساس واقعیت و افسانه‌است. دید این بازی مانند نسخه اصلاح شده بازی شرلوک هولمز: بیدار دو نوع است. نوع اول دید سوم شخص و نوع دوم دید اول شخص است.
نسخه فرانسوی این بازی در ۴ مه ۲۰۰۹ منتشر شد و نسخه انگلیسی آن ۲۶ مه ۲۰۰۹ منشر شد.

## شخصیت‌های اصلی

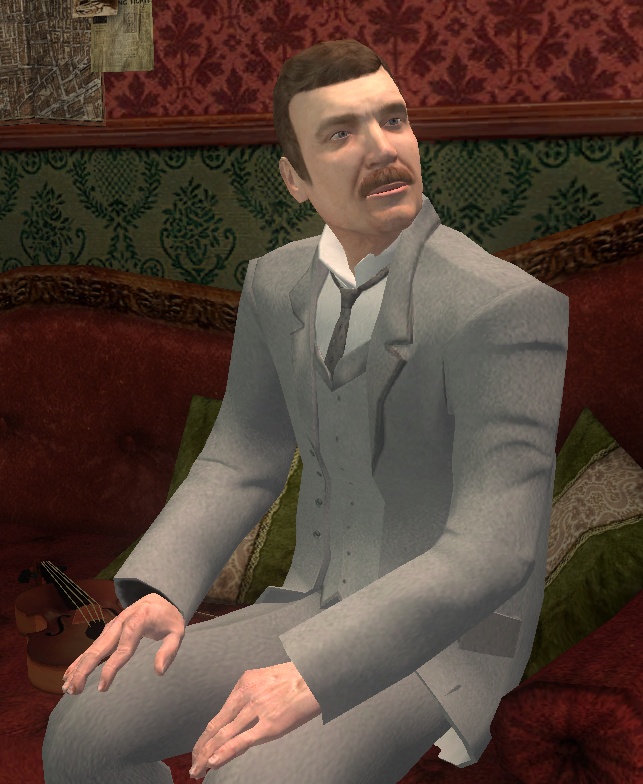
انیمیشن دکتر جان اچ واتسن

شرلوک هولمز: کارآگاه مشاور معروف که در خیابان ۲۲۱ب بیکر همراه دوست باوفای خود دکتر جان واتسن زندگی می‌کند. روش هولمز برای کشف حقیقت منحصربه‌فرد است و او باید در این پرونده از قدرت استنتاج خود استفاده کند.
دکتر جان اچ واتسن: دکتر و بهترین دوست هولمز! او تمام کارهای ممکن را برای کمک به دوست خود در پیدا کردن جک قاتل انجام می‌دهد.
جک قاتل: دیوانه یا نابغه؟ او قتل‌های خود را در محله فقیرنشین وایتچپل انجام می‌دهد. او قربانیان خود را با بیرحمی می‌کشد و سعی در بی عرضه نشان دادن پلیس می‌کند. هیچ کس به جز شرلوک هولمز بزرگ نمی‌تواند جلوی او را بگیرد.
بازرس فردریک ابرلین: بازرس پلیس ممتازی که کمک هولمز را نمی‌پذیرد. او معتقد است خودش به آسانی این پرونده را حل می‌کند.
نیروی پلیس غیر رسمی خیابان بیکر: دسته کودکان فقیر که به هولمز و واتسن در حل پرونده کمک می‌کنند.